# 제르세나이 타데세
제르세나이 타데세 하브테실라세(티그리냐어: ዘርእሰናይ ታደሰ ሀብተሥላሴ, 1982년 2월 8일~)는 에리트레아의 육상 선수로 2010년부터 2018년까지 하프마라톤 세계 기록 보유자이다. 2004년 하계 올림픽 10000m 부문에서 동메달을 획득하여 에리트레아 최초의 올림픽 메달리스트가 되었으며, 2006년 세계 하프마라톤 선수권 대회에서 우승하며 에리트레아인으로는 최초로 세계 규모 스포츠 대회에서 우승했다.
하프마라톤에서 두각을 드러낸 그는 세계 하프마라톤 선수권 대회 5회 우승, 1회 준우승을 기록했으며, 2010년 세계 하프마라톤 선수권 대회에서 세계 기록을 수립했다. 또한 세계 크로스컨트리 선수권 대회에서 금메달 1개, 은메달 2개, 동메달 4개를 획득했다.
2009년에는 케냐의 폴 터갓 이후 세계에서 두 번째로 같은 해에 서로 다른 종류의 세계 장거리 육상 대회(세계 육상 선수권 대회, 세계 하프마라톤 선수권 대회, 세계 크로스컨트리 선수권 대회)에서 모두 입상한 선수가 되었다.